# Messerschmitt Me 209-II
La désignation Messerschmitt Me 209 s'applique à 2 projets distincts de la Seconde Guerre mondiale. Le premier, appelé Messerschmitt Me 209, est un avion de course monomoteur civil. Le deuxième, appelé Me 209-II et décrit ci-dessous, est l'adaptation militaire pour répondre à un appel d'offres du RLM. Il se base sur l'efficace Messerschmitt Bf 109, le chasseur le plus répandu de la Luftwaffe durant la Seconde Guerre mondiale.

## Conception et développement
La seconde incarnation du projet Me 209 est née en 1943, quand Willy Messerschmitt a proposé une version très modifiée du Messerschmitt Bf 109, performant mais âgé. Le Me 209-II était en compétition avec les chasseurs appréciés Focke-Wulf Fw 190D-9 et Ta 152. Comme les versions améliorées de la conception originale de Kurt Tank, le nouvel Me 209 partage une majeure partie de son fuselage avec son modèle : le Messerschmitt Bf 109. Ceci marque la différence avec le projet arrêté du Me 209 v1 et plus tard du Me 309, projets adoptant des conceptions très (trop ?) avant-gardistes.
Malheureusement pour l'équipe de conception, le Me 209-II qui devait être équipé avec un moteur Daimler-Benz DB 603, devra se contenter d'utiliser un moteur Jumo 213E moins performant, en raison de problèmes d'approvisionnement. Le Me 209-II arborait une nouvelle section de queue, un train d'atterrissage plus large, un fuselage arrière allongé et un nouveau radiateur annulaire. Comme pour le projet du Me 209 v1, ces modifications ont miné les performances originales et l'objectif d'en faire un chasseur plus performant que le Bf 109-G "Gustav".   
Durant le projet, des modifications de plus en plus encombrantes sont faites : Partant d'une évolution simple et augmentée d'un Bf 109, on arrive à une version incompatible avec le fuselage choisi en fin de projet. La version Me 209-II v5, avait comme armement un canon Mk 108 de 30 mm dans le nez et 2 mitrailleuses MG 131 de 13 mm à la base des ailes. La v6 fut la première version utilisant un moteur Jumo 213 et 2 canons MG 151/20 de 20 mm à la place des MG 131. La version Me 209H v1 était la variante pour haute altitude avec des ailes agrandies et motorisée avec le moteur DB 603, comme dans le concept original.

## Essais
En dépit de la prolifération de variantes, le projet connut une mise en œuvre rapide. Le prototype v5 vola pour la première fois vers la fin 1944. Mais il était 50 km/h plus lent que le Fw 190D-9 déjà disponible, et n'a offert aucune amélioration. Après une période d’essais décevante, le projet Me 209-II fut arrêté et avec lui le désir de Messerschmitt de construire un chasseur à moteur à piston de haute performance.